# جپتا آترتون
سرهنگ جپتا آترتون (Colonel Jeptha Atherton) (زادهٔ ۱۷۳۳ – درگذشتهٔ ۱۷۸۷ میلادی)، مزرعه‌دار اهل کارولینای شمالی، مالک برده، سیاستمدار و رهبر جنگ انقلابی آمریکا در شهرستان نورث‌همپتون، کارولینای شمالی بود. او در طول جنگ انقلاب آمریکا از ۱۷۷۵ تا ۱۷۸۳ میلادی در ارتش آمریکا خدمت کرد.

## حرفه
جپتا آترتون قبل از ۱۷۳۵ میلادی و احتمالاً در برمودا متولد شد. او در ۱۷۶۲ میلادی در نورث‌همپتون کورت‌هاوس، شهرستان نورث‌همپتون، استان کارولینای شمالی، در نزدیکی مکانی که حالا چهارراه کورت‌هاوس در جکسن است، مسکن گزین شد. آترتون اجازه داد تا از زمین وی (که از بارنابی توماس، برادرزن/شوهر ویلیام جونز خریداری نموده بود) برای برگزاری جلسات محکمه استفاده شده و در عین حال او یک مزرعه بزرگ شامل گلهِ اسب و چندین اصطبل، یک آسیاب آردساز، یک مسافرخانه و فروشگاه ساخت.
او به یک دهقان و سیاستمدار مشهور در همان منطقه مبدل شده و بعدتر در دوران جنگ انقلاب آمریکا، او نخستین سرگرد تیپ نورث‌همپتون شد.
هنگام نخستین سرشماری ایالات متحده، آترتون به تعداد ۳۵ برده داشت. داشتن این رقم برده از سوی مردمان که در مناطق جنوبی بالا زندگی می‌کردند، یک رقم قابل‌ملاحظه محسوب می‌گردید و در مناطق جنوبی کسانی که به تعداد ۲۰ یا بیشتر برده می‌داشتند، در صنف مزرعه‌داران بزرگ قرار می‌گرفتند. آخرین وصیت‌نامه وی در هنگام مرگ، به‌طور جدی بر نحوه توزیع بردگانش میان بازماندگان او تأکید می‌کند.

### پرورش‌دهنده اسب
آترتون یکی از نخستین ساکنین شهرستان نورث‌همپتون بود که به‌طور شدیدی به اسب‌های خوش نژاد علاقه‌مند شد. مسابقه اسب‌سواری یکی از ورزش‌های مشهور و پربیننده در استان کارولینای شمالی بود. بیشتر مزرعه‌داران ثروتمند، این ورزش را زیر سلطه خود داشتند، چون آن‌ها منابع کافی برای وارد کردن، نسل‌گیری و آموزش اسب‌های مسابقه‌ای و جفت‌گیری گران‌قیمت انگلیسی را داشتند. آترتون نیز به عنوان بخشی از نخبه‌های کارولینای شمالی، قادر بود ثروت خود را در جاده به نمایش بگذارد. او یک مزرعه بزرگ در نورث‌همپتون کورت‌هاوس تأسیس نموده بود و در آنجا به نسل‌گیری و مسابقه اسب‌ها می‌پرداخت، وی همچنین مالک اسب اخته‌شده انگلیسی بسیار مشهور در سطح کشور به‌نام ژانوس بود، اسبی که نوه اسب مشهور گودولفین عربی بود. او، ژانوس را در اواخر ۱۷۷۱ و آغاز ۱۷۷۲ میلادی از میلدرید ویلیس خریداری کرد.
ژانوس اسبی سریع و کوچک بوده و به عنوان پدر اسب‌های کوارتر آمریکایی [دارای سرعت بالا در فاصله کوتاه] شناخته می‌شود. ژانوس اسب خرمایی فام بود که در ۱۷۴۶ میلادی در انگلستان متولد شد و توسط موردکای بوث در ۱۷۵۲ میلادی به مستعمره ویرجینیا آورده شد و قبل از اینکه به کارولینای شمالی برده شود، به شخص دیگری به فروش رسیده بود. اندازه اسب ژانوس بیش از ۱۴ دست بود و در آن زمان از سایر اسب‌ها متفاوت به‌نظر می‌رسید؛ اسب کوچک و در عین حال دارای استخوان‌های بزرگ. پاهای عقبی عضلانی وی به او کمک می‌کرد تا بسیار سریع بدود.
همان اشتیاق وافری را که آترتون به مسابقه اسب دوانی داشت، برخی همسایگان او نیز داشتند. او دو اسب خود، مُد کولت و بیگ فیلی (که توسط داماد وی پرورش یافته بود) را در مسابقات اسب‌سواری کوارتر [فاصله یک ربع] در مقابله دو اسب ویلی جیونز (دولت‌مرد) به‌نام‌های پاولی و تریکیم وارد مسابقه نمود، اما در مقابل هر دو شکست خورد. سپس او اسب‌های کایلوس و هارولت را نسل‌گیری نمود، اسب‌های که بعداً به مالکیت داماد وی جیمز بارنیس درآمد.
آترتون در ۱۸ مارس ۱۷۷۳، یک آگهی در ویرجینیا گزت گذاشت و در آن به این که ژانوس در کارولینای شمالی است، اشاره کرد. اسبی به‌نام سیلر که در ۱۷۷۴ میلادی به‌دنیا آمده بود، «بهترین کره» ژانوس پنداشته می‌شد. در ۲۰ مارس ۱۷۷۵، آترتون علاوه بر سایر آگهی‌های خود یک آگاهی دیگر در مجله ویرجینیا گذاشته و در آن به بیرون کردن ژانوس از گل‌میخ اشاره نمود. آترتون تا زمان مرگ ژانوس در ۱۷۸۰ میلادی، به عمر ۳۴ سالگی، مالکیت این اسب را در دست داشت، اما ژانوس بیشتر ویژگی‌های خود، از جمله عنوان آس پیک در مسابقات اسب دوانی کوارتر آمریکا، را به کره‌های خود واگذار کرده بود.
تمامی اسب‌های آترتون در حد معیاری نبودند. در ۲۶ مارس ۱۷۸۲، فرماندار کالیفرنیا توماس بروک نامه‌ای به وی نوشته و طی آن توصیه نمود که اسبی که او فرستاده بود برای خدمت نظامی مناسب نیست و از وی درخواست کرد تا اسب دیگری بفرستد.

## رویدادنامه تلاش‌های وی در دوران جنگ انقلاب آمریکا
دوران خدمت استعماری آترتون زمانی شروع شد که او در ۶ دسامبر ۱۷۷۰ در نیو برن به عنوان سرگرد تیپ نورث‌همپتون برای فرماندار ویلیام تریون انتصاب یافت.
پس از آن آترتون به یک میهن‌دوست مبدل شده و از ۱۷۷۵ تا ۱۷۸۳ میلادی در ملیشای کارولینای شمالی خدمت کرد. نام وی در برخی از اسناد خدمت در ملیشا به‌شکل جپتا آترتون یا ایترتون درج شده‌است.
- ۹ سپتامبر ۱۷۷۵: تیپ نورث‌همپتون یکی از ۳۵ ملیشای شهرستانی موجود در کارولینای شمالی بود که فرمان تشکیل آن در تاریخ ۹ سپتامبر ۱۷۷۵ از سوی کنگره استان کارولینای شمالی صادر گردید. آترتون در این تیپ به عنوان سرگرد اول گماشته شده و تحت سرهنگ آلن جونز که از ۱۷۷۵ تا ۱۷۷۶ میلادی فرماندهی این تیپ را بر عهده داشت، خدمت کرد.[۱۹]
- ۲۷ فوریه ۱۷۷۶: آترتون یک گروه کوچک تیپ ملیشای شهرستان نورث‌همپتون را در نبرد پل مور کریک رهبری کرد.[۱۹]
- ۲۲ آوریل ۱۷۷۶: به درجه نظامی نایب سرهنگ تحت فرماندهی سرهنگ ویلیام ایتون در ملیشای تیپ شهرستان نورث‌همپتون ترفیع نمود.[۲۰]
- ۳ مارس ۱۷۷۹: آترتون در جریان نبرد بریار کریک در ایالت جورجیا که توسط توماس ایتون، فرمانده ملیشای تیپ شهرستان وارن رهبری می‌شد، شرکت کرد.
- ۱۷۸۰: آترتون به درجه نظامی سرهنگ ترفیع نموده و به عنوان سرهنگ دوم در کنار سرهنگ هویل ادموندز در ملیشای تیپ شهرستان نورث‌همپتون خدمت کرد. زمانی که سرهنگ هویل ادموندز در پایان سال ۱۷۸۰ از سمت خود استعفا داد، آترتون فرماندهی ملیشای تیپ شهرستان نورث‌همپتون را بر عهده گرفته و تا پایان جنگ انقلاب آمریکا در این سمت خود باقی ماند.[۲۱][۲۲]
- ۱۱ اوت ۱۷۸۰: آترتون ملیشای تیپ شهرستان نورث‌همپتون را در نبرد لیتل لینچز کریک، کارولینای جنوبی و نبرد کامدن، کارولینای جنوبی در ۱۶ اوت ۱۷۸۰ رهبری کرد.[۲۱]

## حرفه سیاسی و مدنی
آترتون در ۱۷۳۹ میلادی به عنوان قاضی صلح در شهرستان برتی گماشته شد. با افزایش تعداد جمعیت، نورث‌همپتون از شهرستان خود جدا شد، اما سمت مدنی آترتون حفظ شد.

### خانه بورگس
آترتون در ۱۷۷۵ میلادی به عنوان نماینده منتخب شهرستان نورث‌همپتون در مجلس استان، استان کارولینای شمالی خدمت کرد.

### کنگره استانی
او برای نخستین بار در آوریل ۱۷۷۵ میلادی در کنگره استانی کارولینای شمالی انتخاب شد تا از شهرستان نورث‌همپتون در دومین کنگره استانی کارولینای شمالی در نیو برن، کارولینای شمالی نمایندگی کند. او به‌طور مجدد در اوت ۱۷۷۵ سومین کنگره استانی کارولینای شمالی در هیلزوو، چهارمین کنگره استانی کارولینای شمالی در هالیفاکس در آوریل ۱۷۷۶‏ و پنجمین کنگره استانی کارولینای شمالی در نوامبر ۱۷۷۶ که قانون اساسی ایالت کارولینای شمالی را ساخت، انتخاب شد. وی همچنین برای نمایندگی از شهرستان نورث‌همپتون در مجلس علیای کارولینای شمالی در جریان ۱۷۷۷ میلادی انتخاب گردید، اما به‌زودی پس از اینکه وی به سمت منشی شهرستان نورث‌همپتون گماشته شد، از سمت خود به عنوان عضو مجلس علیای کنار رفت.

## زندگی شخصی
آترتون در ۱۳ سپتامبر ۱۷۶۰ با سارا تاینز ازدواج کرد.
آترتون با مری الیزابیت «باتسی» تورپ که بیوه توماس جارت بود، در حوزه اسقفی سنت دوک در شهرستان ساوت‌همپتون، ویرجینیا ازدواج نمود. برخی از منابع می‌گویند که آنها تنها یک دختر داشتند. آخرین وصیت وی اما چیزی دیگر می‌گوید.

### خانواده
پس از اینکه آترتون از مستعمره ویرجینیا به کارولینای شمالی نقل مکان کرد، او با به ازدواج درآوردن دخترانش به خانواده‌های تأثیرگذار مانند خانواده‌های داوسون، بارن، آلستون و باینوم، توانست تأثیرگذاری بیشتر برای خود به‌دست‌آورد.
این روشن نیست که ایا دختر وی پنلوپ (آترتون) برونسون با پدر خود به کارولینای شمالی آمد یا خیر. پسر وی آسابل برونسون جونیور در جریان نبرد اورلئان در ۱۸۱۵ میلادی کشته شده بود.
دختر او الیزابت «دوروثی» آترتون (۱۷۶۴–۱۷۸۹ میلادی) که از ازدواج‌اش با باتسی بود، با جان داوسون جونیور ازدواج کرد، داوسون نماینده شهرستان نورث‌همپتون در مجلس علیای کارولینای شمالی (۱۷۸۰–۸۲ میلادی) و بعد از آن نماینده هالیفاکس (۱۷۸۷ – ۱۷۹۸ میلادی) بود. پدر داوسون، جان داوسون سنیور در ۱۷۳۲ میلادی از ویرجینیا به شهرستان برتی، کارولینای شمالی نقل مکان نموده بود و تنها پس از ۲ سال به عنوان نماینده در مجلس عمومی انتخاب گردیده و بعدتر عضو شورای فرمانداران شد. وی که در مسائل محلی تأثیر شگرفی داشت، در اواخر دوره هشدار اسپانیایی که برای ۹ سال ادامه یافت (۱۷۳۹ – ۱۷۴۸ میلادی) به عنوان سرهنگ تیپ نورث‌همپتون گماشته شد. فرزند آنها، جیسی آترتون داوسون به یک مزرعه‌دار ثروتمند تبدیل شد.
نوه آترتون به‌نام مری پاشینس داوسون با آرچی‌بالد اس. دوبینز، سرهنگ در ارتش کنفدراسیون، ازدواج کرد.
یکی دیگر از دختران او، تمپارنس آترتون با جیمز بارنس ازدواج کرد. آنها ۲ فرزند داشتند. بازماندگان آنها شامل دیوید کولن بارنس (۱۸۷۵ – ۱۹۵۹ میلادی) می‌شود، کسی که به عنوان نماینده در مجلس نمایندگان کارولینای شمالی و مجلس سنای کارولینای شمالی انتخاب گردید.
فرانسیس آترتون (۱۷۷۰ – ۱۸۳۰ میلادی)، با جیدیون آلستون (۱۷۶۵ – ۱۸۳۱ میلادی) ازدواج کرد.
مری آترتون با تورنر باینوم ازدواج نمود. آنها یک پسر داشتند: جیسی آترتون باینوم (۲۳ می ۱۷۹۷ – ۲۳ سپتامبر ۱۸۶۸) عضو کنگره از ایالت کارولینای شمالی بود؛ در ۲۳ مه ۱۷۹۷ در شهرستان هالیفاکس، کارولینای شمالی به‌دنیا آمده بود؛ در سال‌های ۱۸۱۷ و ۱۸۱۸ در کالج پرینستون درس خواند؛ در رشته حقوق آموزش دید؛ وارد حوزه قضائی شده و حرفه خود را در هالیفاکس، کارولینای شمالی آغاز کرد؛ در سال‌های ۱۸۲۲، ۱۸۲۳ و ۱۸۲۶ تا ۱۸۲۹، او عضو مجلس علیای کارولینای شمالی بود؛ وی به عنوان طرفدار سیاست جاکسونی در بیست و دومین و بیست و سومین کنگره و به عنوان یک دموکرات در دو کنگره بعدی (۴ مارس ۱۸۳۳ – ۳ مارس ۱۸۴۱) انتخاب گردید؛ پس از آن به اسکندریه، لوئیزیانا رفته و در آنجا به فعالیت‌های کشاورزی پرداخت؛ او در ۲۳ سپتامبر ۱۸۶۸ میلادی در اسکندریه، لوئیزیانا درگذشت. او در گورستان راپایدز در پاینویل، لوئیزیانا به خاک سپرده شد.
تنها پسر وی، جیسی آترتون، براساس آنچه آترتون در وصیت‌نامه خود نوشته‌است، بدون هیچ دلیلی وفات کرد: D.S.P در لاتین به معنی بدون هیچ دلیلی فوت شد (dēcessit sine prōle) است.

### مرگ و میراث
آترتون در ۱۹ ژانویه ۱۷۸۷ در شهرستان نورث‌همپتون در کارولینای شمالی درگذشت. وصیت وی در ژوئن همان سال ارایه شد. در آخرین وصیت‌نامه وی، تعدادی از بردگان نیز ذکر شده بودند.